# Characidae
La famiglia dei Characidae (Caracidi) comprende 1178 specie di pesci d'acqua dolce, appartenenti all'ordine Characiformes.

## Distribuzione e habitat
I Caracidi sono diffusi nel continente africano ad esclusione dell'africa sahariana, del Sudafrica e del Madagascar, nell'America centrale (fino al Texas) e meridionale ad eccezione della Terra del Fuoco. Fino ad oggi le specie descritte sono oltre 1500, divise in 14 famiglie (11 nel continente americano e 3 in Africa) e suddivise a loro volta in 32 sottofamiglie.

## Descrizione
A parte alcune eccezioni, la quasi totalità delle specie presenta sul dorso (oltre alla dorsale) una piccola pinna senza raggi, chiamata pinna adiposa, alla base del peduncolo caudale. I Caracidi hanno quasi tutti dieta carnivora, per questo non deve stupire la presenza di denti (visibili in alcune specie). Altra caratteristica tipica è la presenza di minuscoli uncini nei primi raggi della pinna anale del maschio (non visibili ad occhio nudo) che servono con tutta probabilità a bloccare la femmina durante l'accoppiamento.

## Tassonomia

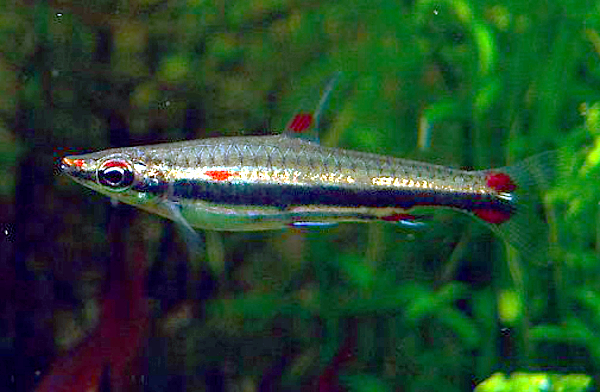
Nannostomus trifasciatus, Lebiasinidae

Questa famiglia ha subìto nel corso degli anni numerosi cambiamenti. In alcuni casi dei generi sono stati promossi a famiglia:
- Nannostomus, ora in Lebiasinidae
- Hoplias e Hoplerythrinus, ora in Erythrinidae
- Hydrolycus, ora in Cynodontidae.

La sottofamiglia Alestinae è stata promossa a famiglia (Alestidae) e la stessa cosa è successa a Crenuchinae e Characidiinae, ora insieme nella famiglia Crenuchidae.
Dal 1994, dopo accurate revisioni tassonomiche, numerose altre specie sono state spostate a nuove famiglie: Acestrorhynchidae, Anostomidae, Chilodontidae, Citharinidae, Ctenoluciidae, Curimatidae, Distichodontidae, Gasteropelecidae, Hemiodontidae, Hepsetidae, Parodontidae e Prochilodontidae.
Diverso è il caso dei Piranha, che alcuni biologi e tassonomisti hanno classificato nella famiglia Serrasalmidae, ma che oggi ancora non è riconosciuta dal mondo accademico e pertanto è ancora classificata come sottofamiglia Serrasalminae.

## Classificazione

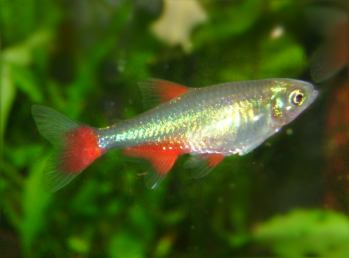
Aphyocharax anisitsi (Aphyocharacinae)

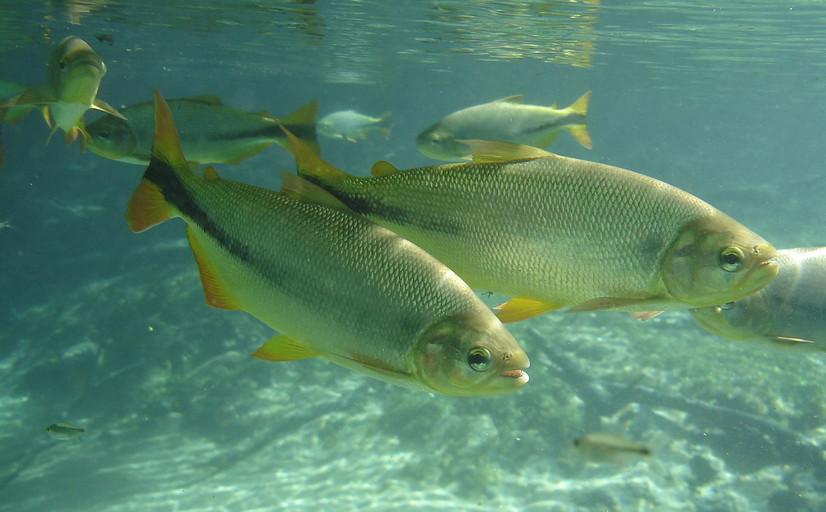
Brycon hilarii (Bryconinae)

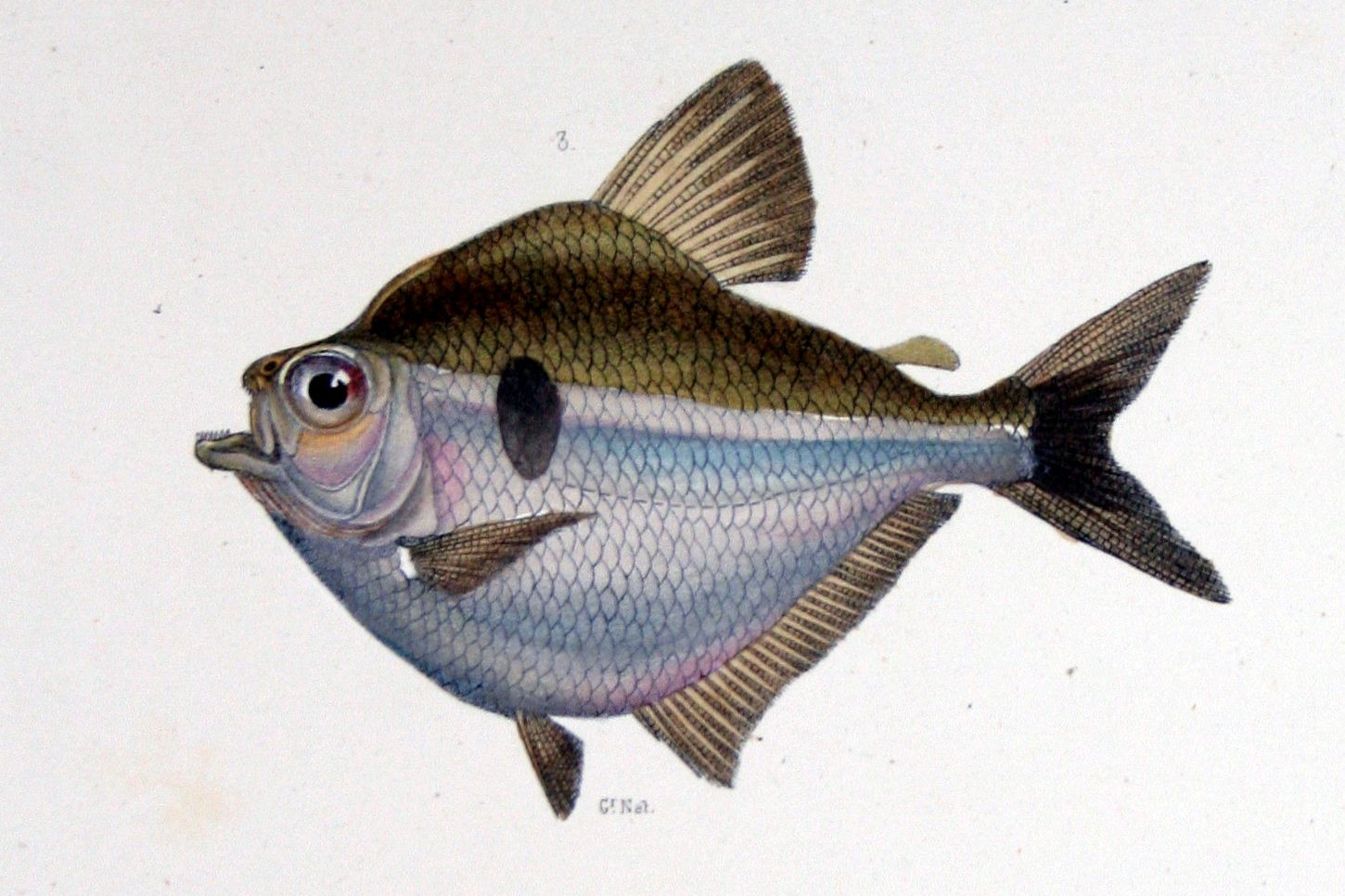
Brachychalcinus orbicularis (Stethaprioninae)

La famiglia Caracidi risulta così suddivisa:
Sottofamiglia Agoniatinae
- Agoniates

Sottofamiglia Aphyocharacinae
- Aphyocharax
- Inpaichthys
- Leptagoniates
- Paragoniates
- Phenagoniates
- Prionobrama
- Rachoviscus
- Xenagoniates

Sottofamiglia Aphyoditeinae
- Aphyocharacidium
- Aphyodite
- Axelrodia
- Leptobrycon
- Microschemobrycon
- Oxybrycon
- Parecbasis
- Tyttobrycon

Sottofamiglia Characinae
- Acanthocharax
- Acestrocephalus
- Bryconexodon
- Charax
- Cynopotamus
- Exodon
- Galeocharax
- Phenacogaster
- Priocharax
- Roeboexodon
- Roeboides

Sottofamiglia Cheirodontinae
- Acinocheirodon
- Amazonspinther
- Aphyocheirodon
- Cheirodon
- Cheirodontops
- Chrysobrycon
- Compsura
- Heterocheirodon
- Kolpotocheirodon
- Macropsobrycon
- Nanocheirodon
- Odontostilbe
- Prodontocharax
- Pseudocheirodon
- Saccoderma
- Serrapinnus
- Spintherobolus

Sottofamiglia Clupeacharacinae
- Clupeacharax

Sottofamiglia Gymnocharacinae
- Coptobrycon
- Grundulus
- Gymnocharacinus
- Nematobrycon

Sottofamiglia Heterocharacinae
- Gnathocharax
- Heterocharax
- Hoplocharax
- Lonchogenys

Sottofamiglia Iguanodectinae
- Iguanodectes
- Piabucus

Sottofamiglia Rhoadsiinae
- Carlana
- Nematocharax
- Parastremma
- Rhoadsia

Sottofamiglia Serrasalminae
- Acnodon
- Catoprion
- Colossoma
- Metynnis
- Mylesinus
- Myleus
- Myloplus
- Mylossoma
- Ossubtus
- Piaractus
- Pristobrycon
- Pygocentrus
- Pygopristis
- Serrasalmus
- Tometes
- Utiaritichthys

Sottofamiglia Stethaprioninae
- Brachychalcinus
- Gymnocorymbus
- Orthospinus
- Poptella
- Stethaprion
- Stichonodon

Sottofamiglia Stevardiinae
- Acrobrycon
- Argopleura
- Attonitus
- Aulixidens
- Boehlkea
- Bryconacidnus
- Bryconadenos
- Bryconamericus
- Caiapobrycon
- Ceratobranchia
- Chrysobrycon
- Corynopoma
- Creagrutus
- Cyanocharax
- Cyanogaster
- Diapoma
- Gephyrocharax
- Glandulocauda
- Hemibrycon
- Hypobrycon
- Hysteronotus
- Iotabrycon
- Knodus
- Landonia
- Lepidocharax
- Lophiobrycon
- Markiana
- Microgenys
- Mimagoniates
- Monotocheirodon
- Nantis
- Odontostoechus
- Othonocheirodus
- Phallobrycon
- Phenacobrycon
- Piabarchus
- Piabina
- Planaltina
- Pseudocorynopoma
- Pterobrycon
- Ptychocharax
- Rhinobrycon
- Rhinopetitia
- Scopaeocharax
- Trochilocharax
- Tyttocharax
- Xenurobrycon

Sottofamiglia Tetragonopterinae
- Tetragonopterus

### Generi inincertae sedis

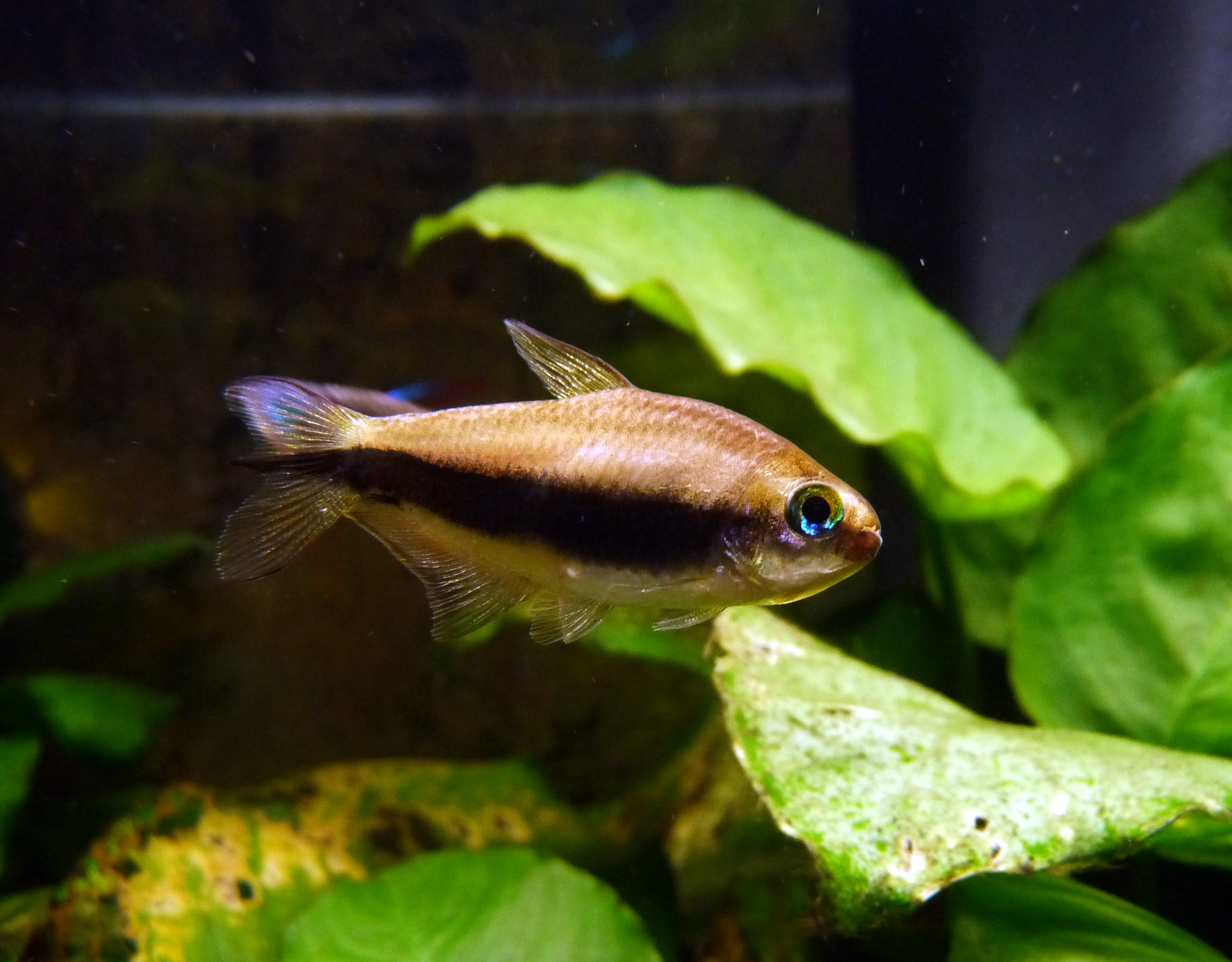
Nematobrycon palmeri

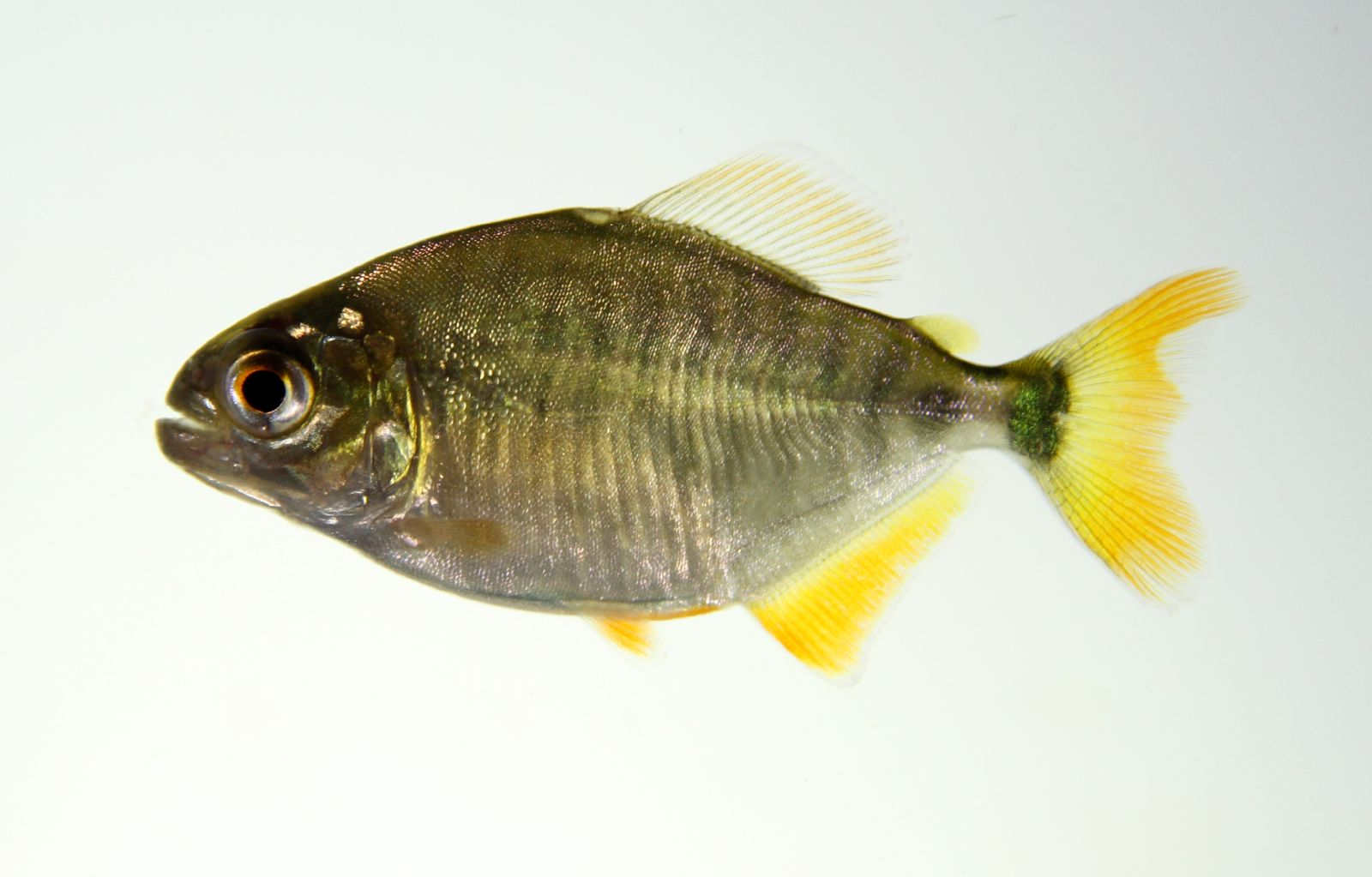
Pygopristis denticulata

Un gran numero di taxa in questa famiglia sono classificati in incertae sedis. Infatti moltissime specie di caracidi necessitano di studi filogenetici maggiori di quelli fino ad oggi compiuti, così come l'intera famiglia. I generi Hyphessobrycon, Astyanax, Hemigrammus, Moenkhausia e Bryconamericus includono il maggior numero di caracidi che necessitano di studi più approfonditi e revisioni. I generi Hyphessobrycon e Astyanax furono proposti originariamente tra il 1854 e il 1908 e riconsiderati nel 1917 da Carl H. Eigenmann. Le differenze anatomiche tra specie dello stesso genere che non possono permettere di stabilire caratteri comuni fanno sì che questa classificazione provvisoria permanga fin quando non si conosca meglio ciascuna specie.
- Astyanacinus
- Astyanax
- Atopomesus
- Bario
- Bramocharax
- Brittanichthys
- Bryconella
- Bryconops
- Ceratobranchia
- Chalceus
- Ctenobrycon
- Dectobrycon
- Deuterodon
- Engraulisoma
- Genycharax
- Gymnotichthys
- Hasemania
- Hemigrammus
- Hollandichthys
- Hyphessobrycon
- Jupiaba
- Markiana
- Mixobrycon
- Moenkhausia
- Myxiops
- Oligobrycon
- Oligosarcus
- Paracheirodon
- Parapristella
- Petitella
- Phallobrycon
- Phenagoniates
- Pristella
- Probolodus
- Psellogrammus
- Pseudochalceus
- Salminus
- Schultzites
- Scissor
- Serrabrycon
- Stygichthys
- Thayeria
- Thrissobrycon
- Tucanoichthys